# Rick Chrest
Rick Chrest é um político canadense que foi eleito prefeito de Brandon, Manitoba, nas eleições municipais de 2014, derrotando o titular Shari Decter Hirst. 
Antes de sua eleição como prefeito, Chrest serviu três mandatos no conselho da cidade de Brandon  por onze anos, de 1995 a 2006, para a University - Ward 8. 
Chrest foi eleito prefeito para um segundo mandato nas eleições municipais de 2018. Esta é a primeira corrida incontestada para prefeito em 26 anos. 